# Палмер, Тереза
Тере́за Мэ́ри Па́лмер (англ. Teresa Mary Palmer; род. 26 февраля 1986, Аделаида, Южная Австралия, Австралия) — австралийская актриса кино и телевидения.

## Биография
Тереза Мэри Палмер родилась в городе Аделаида, Австралия. Единственная дочь инвестора Кевина Палмера и бывшей медсестры Полы Сэндерс. Её мачеха — Карен Палмер, а также два сводных брата и две сводные сестры — жили у её отца. Палмер заявила в журнале Interview, что росла в довольно скромных условиях: она жила с матерью в доме государственного жилого фонда или проводила время с отцом на ферме на Аделаидских холмах. Родители Палмер развелись, когда ей было три года. Тереза строго воспитывалась из-за биполярного расстройства у её матери, призналась Палмер в интервью Harper’s Bazaar.
В 2003 году окончила университет Mercedes College и решила посвятить себя киноискусству. В том же году она победила на местном конкурсе «Поиск кинозвезды». Её первой работой была роль аниматора. Она одевалась как персонаж мультфильма Strawberry Shortcake по выходным для привлечения клиентов в торговые центры около Аделаиды. Палмер также посещала курсы актёрского мастерства в течение нескольких лет и снималась в рекламных роликах. Кроме того, она подрабатывала в ресторане быстрого питания Hungry Jack’s в Rundle Mall и работала в магазине по продаже одежды.
После окончания школы Палмер получила звонок от своего агента, который пригласил её на пробы в студенческом фильме «2:37». Режиссёр увидел несколько фотографий Терезы на сайте агентства и решил пригласить её в свой фильм. Она всегда считала, что будет работать в службе по спасению животных, в конечном итоге, Палмер даже открыла такое агентство.

## Работа в кино

### Начало в Австралии
Первой ролью в кино для Палмер стала работа в независимом австралийском фильме «2:37». Она сыграла в этом фильме практически сразу после окончания школы, не имея по сути никакого актёрского опыта. За роль в этом фильме она была номинирована на Australian Film Institute Award в 2006 году в номинации «Лучшая Актриса». Фильм был впервые показан в Каннах в 2006 году и вызвал бурю оваций — зал 15 минут аплодировал стоя. Этот фильм послужил толчком в её актёрской карьере и спустя некоторое время она подписала контракт с William Morris Agency.

### Переезд в Голливуд
Тереза была приглашена на роль в фильме «Телепорт». Это должно было стать её первой работой в Америке. Но позднее роль была переписана для персонажа постарше и Палмер заменили на Рэйчел Билсон. Тереза была разбита потерей роли и на несколько месяцев уехала домой в Аделаиду. Её дебют в Голливуде состоялся с фильмом «Проклятие 2».
Палмер переехала в Лос-Анджелес в мае 2007 года.
В ноябре 2007 года она была приглашена на роль Талии аль Гул в экранизации комикса «Лига Справедливости». Позже режиссёр Джордж Миллер был снят с проекта, пока переписывали сценарий Гильдия сценаристов Америки объявила забастовку и проект был заморожен.
В 2008 году она была выбрана на роль в фильме «Сказки на ночь».
В 2010 году вышел фильм «Ученик чародея» с её участием. Он был снят по мотивам мультфильма «Фантазия». В фильме она сыграла студентку колледжа Бекки Барнс. В этом же году Тереза Палмер сыграла Тори Фредеркин в фильме «Отвези меня домой», вышедшем в 2011 году.
В 2011 году вышел фильм с её участием «Я — четвёртый», где она сыграла Номер Шесть — одну из девяти пришельцев, вынужденных скрываться на Земле, после того как их родная планета была уничтожена. Её персонаж в этом фильме — мастер боевых искусств, который может становиться невидимым и проходить сквозь огонь. Для съёмок в этом фильме Палмер проходила специальный курс подготовки. Фильм является адаптацией первой части саги, состоящей из шести частей. Палмер подписала стандартный контракт на съёмки в трёх фильмах. В 2011 году вышел фильм «Не говори ничего», где она сыграла одну из ролей.
Также она проходила прослушивание для перезапуска фильмов о Человеке-Пауке, но на эту роль взяли Эмму Стоун. В 2012 году сыграла главную роль в фильме «Молодые сердца».
В начале 2013 года в прокат вышел фильм «Тепло наших тел», в котором Палмер исполнила главную роль. Её партнёром по фильму был Николас Холт.

## Личная жизнь
С 21 декабря 2013 года Тереза замужем за актёром Марком Уэббером, с которым она встречалась 15 месяцев до их свадьбы. У супругов четверо детей: два сына, Боди Рейн Палмер (род. 17.02.2014) и Форест Сейдж Палмер (род. 12.12.2016), и две дочери — Поэт Лэйк Палмер (род. 12.04.2019) и Прэйри Мун Палмер (род. 17.08.2021). Также у неё есть пасынок — Айзек Лав Шоу (род. 2008).
Тереза является вегетарианкой. Её лучшая подруга — Фиби Тонкин, с которой актриса познакомилась на съёмках.

## Фильмография
| Год  |   | Русское название        | Оригинальное название     | Роль |
| ---- | - | ----------------------- | ------------------------- | --- |
| 2006 | ф | 2:37                    | 2:37                      | Мелоди |
| 2006 | ф | Проклятие 2             | The Grudge 2              | Ванесса |
| 2007 | ф | Декабрьские мальчики    | December Boys             | Люси |
| 2008 | ф | Воздержание             | Restraint                 | Дэйл |
| 2008 | ф | Сказки на ночь          | Bedtime Stories           | Вайолет Ноттингем / средневековая принцесса / мисс Девенпорт / греческая принцесса / космическая принцесса |
| 2010 | ф | Ученик чародея          | The Sorcerer's Apprentice | Бекки Бёрнс                                                                                                |
| 2010 | ф | Молодые американцы      | Young Americans           | Тори Фредеркин                                                                                             |
| 2011 | ф | Отвези меня домой       | Take Me Home Tonight      | Тори Фредрекинг                                                                                            |
| 2011 | ф | Я — четвёртый           | I Am Number Four          | Номер Шесть                                                                                                |
| 2011 | ф | Медведь                 | Bear                      | Эмели |
| 2012 | ф | Молодые сердца          | Love and Honor            | Кэндис |
| 2013 | ф | Тепло наших тел         | Warm Bodies               | Джули Гриджио                                                                                              |
| 2014 | ф | Одна миллиардная доля   | Parts Per Billion         | Анна |
| 2014 | ф | Кат Бэнк                | Cut Bank                  | Кассандра                                                                                                  |
| 2014 | ф | Убей меня трижды        | Kill Me Three Times       | Люси Уэбб                                                                                                  |
| 2014 | ф | С тех пор               | The Ever After            | Ава |
| 2015 | ф | Рыцарь кубков           | Knight of Cups            | Карен |
| 2015 | ф | На гребне волны         | Point Break               | Самсара |
| 2016 | ф | Выбор                   | The Choice                | Габби Холланд                                                                                              |
| 2016 | ф | Три девятки             | Triple Nine               | Мишель Аллен                                                                                               |
| 2016 | ф | По соображениям совести | Hacksaw Ridge             | Дороти Шутт                                                                                                |
| 2016 | ф | И гаснет свет...        | Lights Out                | Ребекка |
| 2017 | ф | Берлинский синдром      | Berlin Syndrome           | Клэр |
| 2017 | ф | 2:22                    | 2:22                      | Сара |
| 2017 | ф | Послание от Кинга       | Message from the King     | Келли |
| 2018 | с | Открытие ведьм          | A Discovery of Witches    | Диана Бишоп                                                                                                |
| 2019 | ф | В погоне за ветром      | Ride like a girl          | Мишель Пейн                                                                                                |
| 2022 | ф | Близнец                 | The Twin                  | Рейчел |
| 2023 | с | Очищение                | The Clearing              | Фрейя Хейвуд                                                                                               |
| 2024 | ф | Каскадёры               | The Fall Guy              | Игги Старр                                                                                                 |

## Признание и награды
С 5 сентября 2012 года Тереза Палмер стала лицом новой сезонной коллекции макияжа ARTISTRY™ Escape to Paradise. В 2015 году компания продлила контракт с актрисой до декабря 2017 года.
В 2006 году была номинирована на премию AFI Award «Лучшая женская роль» за фильм «2:37».